# Hasan Reçi
Hasan Reçi (ur. 17 stycznia 1904 w Tiranie, zm. 7 lutego 1948) – albański komunista.

## Życiorys
Pochodził z ubogiej rodziny, był synem Selima Reçiego. Ukończył szkołę w Tiranie, a następnie kształcił się w szkole pedagogicznej w Elbasanie, którą ukończył w 1928. Od 1924 związany z radykalną organizacją młodzieżową Bashkimi. Od 1928 pracował jako nauczyciel w szkole technicznej w Tiranie i kierował czasopismem dla nauczycieli Edukata e re (Nowa edukacja). Wspólnie z Qemalem Kadeshą był pionierem ruchu związkowego w Albanii, organizując związek zawodowy nauczycieli. Pod koniec lat 20. nawiązał kontakt z komunistami działającymi w Tiranie. W 1931 we współpracy z Ali Kelmendim powołał do życia grupę komunistyczną w stolicy, w której działali m.in. Xhevdet Doda, Mustafa Gjinishi, a także młodzi oficerowie (Dali Ndreu). Siedzibą organizacji stał się internat jednej ze szkół w Tiranie, a w rozpowszechnianiu materiałów propagandowych pomagali uczniowie szkoły.
W 1935 wziął udział w rebelii antypaństwowej w Fierze. Aresztowany przez policję 15 sierpnia 1935, stanął przed sądem wojskowym, który 17 września 1935 skazał Reçiego na karę śmierci. Pod naciskiem opinii międzynarodowej sentencję wyroku zmieniono na karę dożywotniego więzienia. W latach 1925–1939 odbywał karę w twierdzy w Gjirokastrze. Po agresji włoskiej na Albanię 7 kwietnia 1939 uciekł z więzienia i wyjechał do Jugosławii, gdzie współpracował z Mustafą Gjinishim i Haxhi Lleshim. W 1941 powrócił do Albanii, ale wkrótce został aresztowany przez policję włoską i nie uczestniczył w spotkaniu założycielskim Komunistycznej Partii Albanii. Karę odbywał w więzieniu na wyspie św. Stefana we Włoszech. Po wyzwoleniu obozu przez armię amerykańską pracował jako tłumacz armii amerykańskiej. Powrócił do Albanii w 1944 i walczył jako żołnierz 5 Brygady Szturmowej Armii Narodowo-Wyzwoleńczej. Był członkiem Antyfaszystowskiej Rady Narodowyzwoleńczej, pełniącej funkcję podziemnego parlamentu. Po zakończeniu wojny objął stanowisko kierownika wydziału w ministerstwie oświaty. W styczniu 1945 wspólnie z Tukiem Jakovą i Vasilem Nathanailim przewodniczył pierwszej konferencji przedstawicieli albańskich związków zawodowych, która odbyła się w Tiranie.
Aresztowany przez funkcjonariuszy Departamentu Obrony Ludu pod zarzutem szpiegostwa na rzecz Amerykanów i udziału w przygotowaniach do powstania postrybskiego. 22 stycznia 1948 został skazany przez sąd wojskowy na karę śmierci, a 7 lutego 1948 rozstrzelany w okolicach Tirany.